# واو المعية
واو المعية هي واو تستخدم لتوضح مرافقة الفعل مع حدث آخر، مثل قولنا : سرت وشروق الشمس، فالمعنى أني سرت ساعة شروق الشمس.

## وجودها في الجملة
إما أن يأتي بعدها اسم ، مثل قولنا: انطلقت وشاطئ البحر، أو يأتي بعدها فعل مضارع منصوب، مثل قولنا: لا تنم ويصحو غيرك (بفتح الواو)

## الفرق بين (واو المعية) و(واو الحال)
واو المعية يأتي بعدها اسم أو فعل مضارع وتوضح ملازمة حدثين، مثل قولنا : سرنا والنهر، أما واو الحال فيأتي بعدها جملة اسمية أو جملة فعلية وتوضح حالة ما يتبعها، مثل قولنا : سرنا والنهر جارٍ، ومن الفروق أيضا أن واو المعية يمكن أن يسبقها فعل مضارع ويتبعها فعل مضارع، مثل قول الشاعر :
لا تنه عن خلق وتأتي مثله .. عار عليك إذا فعلت عظيم

## اقرأ أيضًا
- حروف المعية
- حرف الواو